# Giuseppe Del Puente
Giuseppe Del Puente (ur. 30 stycznia 1841 w Neapolu, zm. 25 maja 1900 w Filadelfii) – włoski śpiewak operowy, baryton.

## Życiorys
Studiował w konserwatorium w Neapolu, gdzie początkowo uczył się gry na wiolonczeli, a później zdecydował się na podjęcie studiów wokalnych. Jako śpiewak operowy debiutował w Jassach. W kolejnych latach występował na scenach włoskich, we Francji, Niemczech, Hiszpanii, Rosji i Anglii, specjalizując się w rolach w operach Gioacchino Rossiniego. W latach 1873–1874 po raz pierwszy występował w Stanach Zjednoczonych, koncertując z zespołem Maurice’a Strakoscha. W 1878 roku kreował rolę Escamilla w amerykańskiej premierze Carmen. W 1883 roku wziął udział w przedstawieniu uświetniającym oddanie do użytku gmachu nowojorskiej Metropolitan Opera, kreując rolę Walentyna w Fauście Charles’a Gounoda. Z Metropolitan Opera związany był następnie w sezonach 1883–1884, 1891–1892 i 1894–1895, w trakcie pierwszego z nich występował m.in. jako Jagon w Otellu i hrabia Luna w Trubadurze. Wziął ponadto udział w amerykańskich premierach Manon Jules’a Masseneta (Nowy Jork 1885) i Rycerskości wieśniaczej Pietro Mascagniego (Filadelfia 1893).
Jego żoną była śpiewaczka Helen Dudley Campbell.